# Вольф, Кати
Кати Вольф (венг. Wolf Kati, Katalin; род. 24 сентября 1974, Сентендре) — венгерская певица, известная своим участием в «The X Factor Show» 2010. Певица представляла Венгрию на Евровидении 2011 с песней «What about my dream?».

## Биография

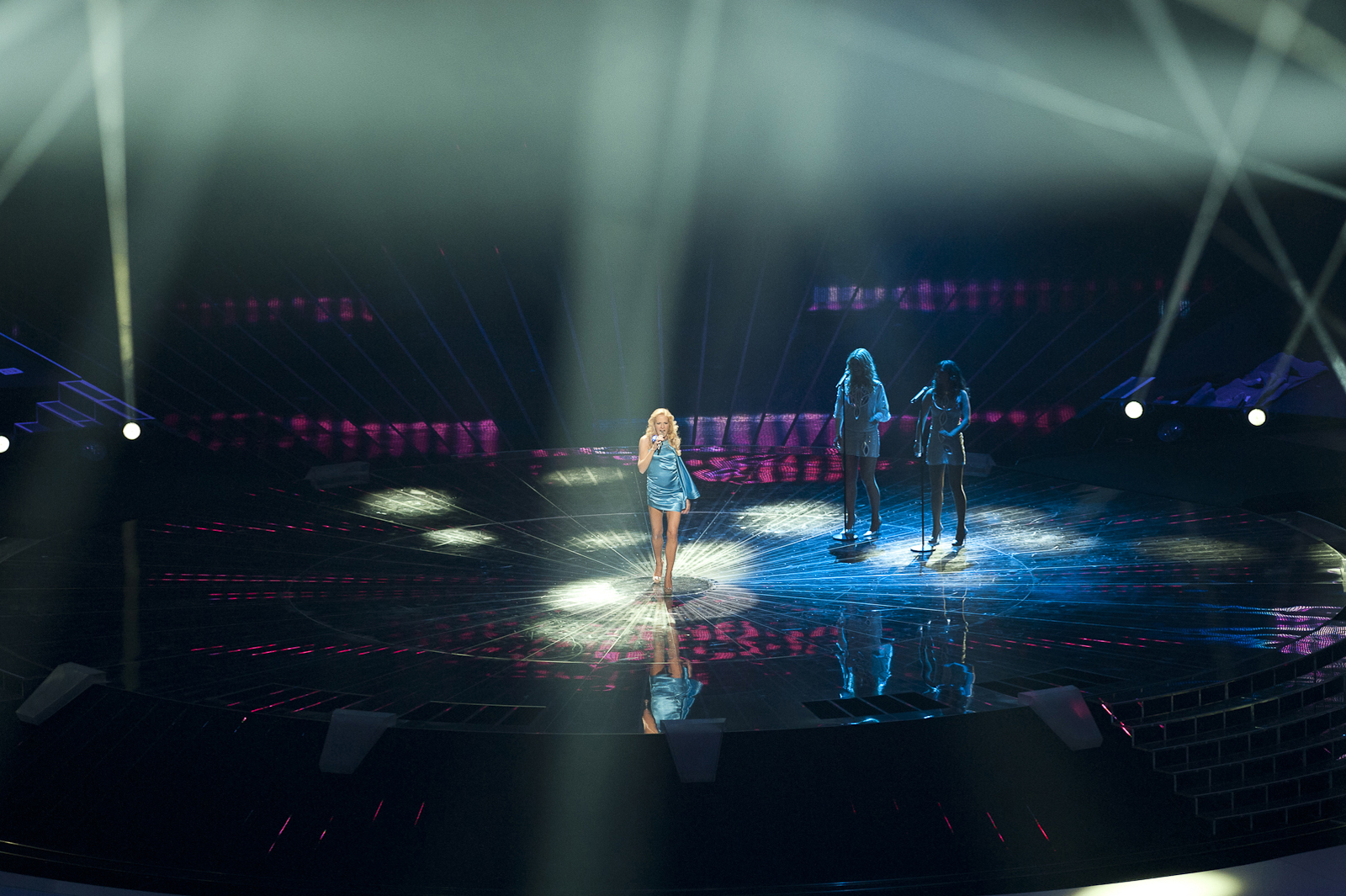
В финале Евровидения

Кати родилась и выросла в небольшом венгерском городе Сентендре. Её отец — известный венгерский композитор Петер Вольф, писавший музыку для многих венгерских музыкантов. Кати не единственный ребёнок в семье — у неё ещё есть два старших брата. Певица участвовала во многих джаз-коллективах, таких как «Queen Tribute», «Stúdió Dél», «Sunny Dance Band». Работала стюардессой.
В 2009 Каталина выпустила дебютный альбом «Wolf-áramlat». В 2010 участвовала в местном конкурсе «The X Factor», на котором заняла шестое место.
9 марта 2011 телеканал MTV-Hungary провёл национальный отбор на Евровидение. Певица заняла первое место с песней на венгерском языке «Szerelem, miért múlsz?», однако в первом полуфинале конкурса (10 мая) певица исполнила англоязычную версию этой композиции — «What about my dream?», и стала одной из двадцати пяти финалисток конкурса, который состоялся 14 мая. В финале она выступила под четвёртым номером. Выступление прошло не лучшим образом, и с результатом в 53 балла Каталина разместилась на 22-й позиции.
Замужем, воспитывает двоих детей.

## Дискография

### Альбомы
- 2009 — Wolf-áramlat
- 2011 — Vár A Holnap
- 2011 — Az első X — 10 dal az élő showból
- 2016 — Live

### Синглы
- Vuk dala (1981)
- Szerelem, miért múlsz? (2011)